# 萨尔茨堡历史中心
47°47′59″N 13°02′55″E / 47.7997°N 13.0486°E
萨尔茨堡城历史中心（德語：Historische Zentrum der Stadt Salzburg），又名萨尔茨堡老城（德語：Altstadt Salzburg），是奥地利萨尔茨堡古老的市中心区, 跨薩爾察赫河两岸，拥有众多巴洛克风格的教堂、城堡和宫殿，在1996年12月5日入选联合国教育科学文化组织的世界遗产名录。 

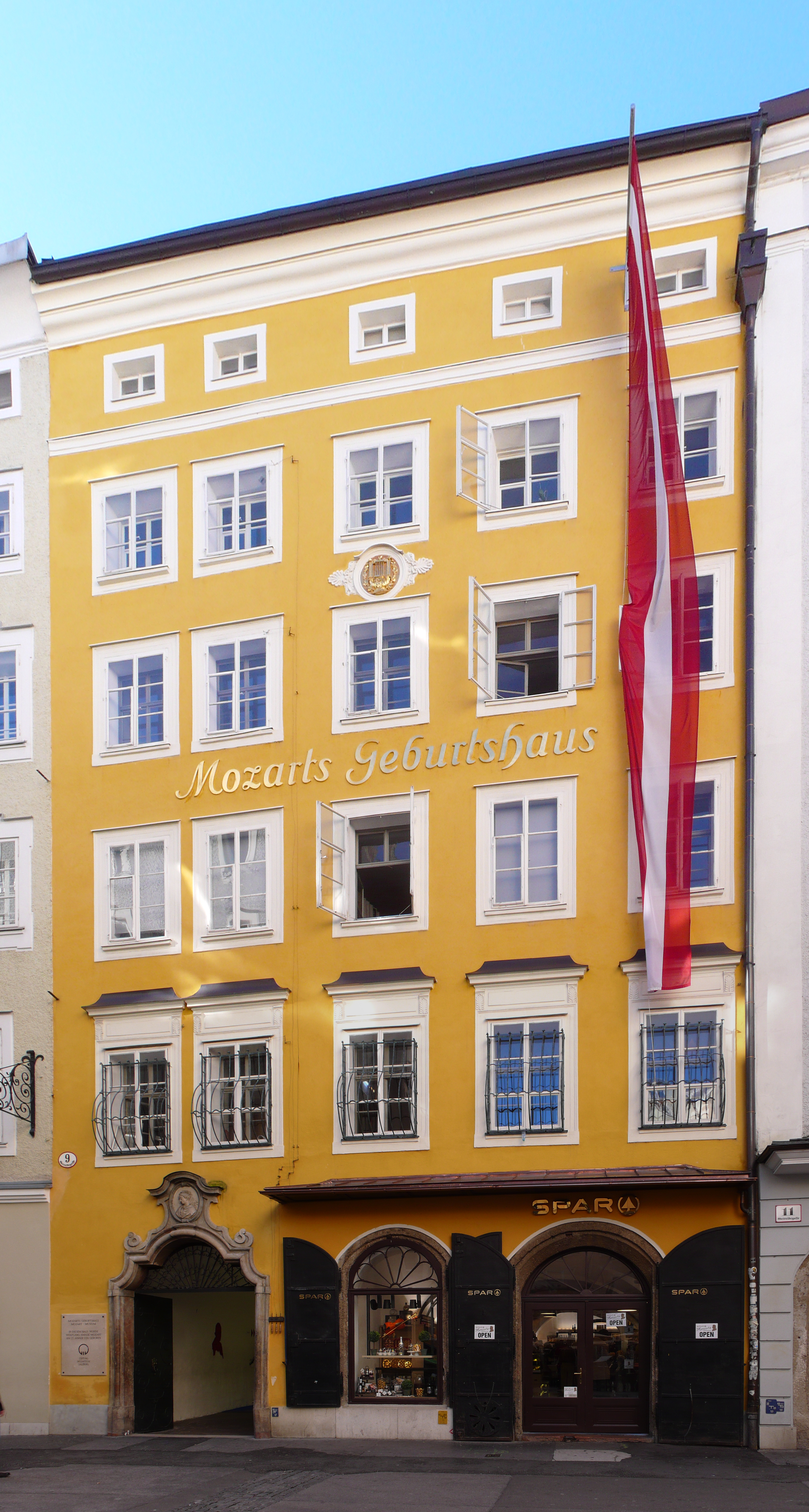
莫扎特出生地

## 世界遺產
萨尔茨堡城历史中心於1996年12月5日被聯合國教科文組織授予世界文化遺產的證明，授予該獎項的原因如下：
|  | 作為中歐的精神中心及天主教总教區的所在地，薩爾茨堡的重要性可以追溯到西方文化的早期，從阿爾卑斯山以北現存最古老的大主教區，到薩爾茨堡主教座堂以及圣伯多禄修道院、儂柏格修道院等建築能夠追溯到加洛林王朝，並且到至今仍然存在，構成了萨尔茨堡城市結構發展的核心，在歷史概念和實質上保存完好。 在幾個世紀以來，大主教們聘請了當時時代的重要藝術家，為城市帶來中世紀和巴洛克式風格的生動融合，形成了一個獨特的都市景觀，以薩爾茨堡要塞為主導。在許多教堂的塔樓和圓頂留下印象深刻的輪廓，在城鎮房屋外牆的前景、左右兩側的廣場、蜿蜒的街道。與沃尔夫冈·阿马德乌斯·莫扎特 相關的音樂和節日傳統，也成為這座城市特殊氣質的一部分。”聯合國教科文組織委員會：1996 年 12 月 5 日 |

入選標準
1. 薩爾茨堡的地位在奧地利和德國文化的交流中發揮了至關重要的作用，導致了兩種文化的繁榮和長期的交流。（文化遗产标准二）；
2. 薩爾茨堡是歐洲教會城邦中一個非常重要的例子，其城市保存數量可觀的古建築群，包括從中世紀晚期到 20 世紀的世俗和教會建築。（文化遗产标准四）；
3. 薩爾茨堡以其著名的音樂家莫扎特的出生地而聞名，在音樂與藝術的聯繫上佔有巨大的意義。（文化遗产标准五）；

除了聯合國教科文組織的指定外，薩爾茨堡老城目前受到2000年奧地利紀念碑保護法 ( DMSG )的規範下所保護 ，其中早在1967年就先行制訂的薩爾茨堡老城保護法案，是奧地利的第一個此類法案，自 2007年以來也受到草原宣言的保護, ，使城市核心和周邊地區（薩爾茨堡綠化區）現有的綠地空間能夠受到持續性的保護，不受建築影響。而奧地利政府對於歷史悠久的老城區的保護以及城市發展的有效管理，後續也受到聯合國教科文組織的讚揚，目前薩爾茨堡受到奧地利的國際古蹟保護委員會，聯邦古蹟辦公室管轄，曾發生多次與城市建築當局缺乏溝通的批評等報導。

## 著名建築

### 左岸
教堂
- 萨尔茨堡主教座堂（Salzburger Dom）
- 圣伯多禄堂（Stiftskirche St. Peter）
- 圣弥额尔堂（Kirche St. Michael）
- 诺恩贝尔格教堂（Stiftskirche Nonnberg Maria Himmelfahrt）
- Bürgerspitalkirche St. Blasius
- 方济各会教堂（Franziskanerkirche）
- 大学教堂（Kollegienkirche，Universitätskirche）
- 圣嘉耶当堂（Kajetanerkirche）
- Ursulinenkirche St. Markus

修道院
- 圣伯多禄修道院（Stift Sankt Peter，Die Benediktiner-Erzabtei Sankt Peter）
- 本笃会儂柏格修道院（Benediktinen-Frauenstift Nonnberg）
- 方济各会修道院（Franziskanerkloster）

世俗建筑
- 老主教宫（Alte Residenz）
- 新主教宫（Neue Residenz）
- 老大学（Alte Universität）
- Sacellum
- Aula academia
- 市政厅（Rathaus）
- Hofmarstall (Festspielhaus)
- 大节日剧院（Großes Festspielhaus）
- 小节日剧院（Kleines Festspielhaus）
- 骑术学校（Felsenreitschule）
- Marstallschwemme
- Sigmundstor
- Reste alter Wehranlagen abseits der Festung
- 萨尔茨堡要塞（Festung Hohensalzburg）
- 莫扎特出生地（Mozarts Geburtshaus）

街道、广场
- 主教座堂广场（Domplatz）与玛利亚柱（Mariensäule）
- 主教宫广场（Residenzplatz）与主教宫喷泉（Residenzbrunnen）
- Kapitelplatz mit Kapitelschwemme
- Mozartplatz und Waagplatz
- Alter Markt mit Florianibrunnen
- 粮食胡同（Getreidegasse）、Griesgasse, Gstättengasse und Ursulinenplatz
- Sigmund-Haffner-Gasse, 犹太巷（Judengasse）和 Goldgasse
- Das Kaiviertel

墓地与花园
- 圣伯多禄墓地（Petersfriedhof）
- Botanischer Garten (Furtwänglergarten)

### 右岸
教堂
- 圣巴斯弟盎堂（Sebastianskirche）
- 天主圣三堂（Dreifaltigkeitskirche）
- Imbergkirche „der beiden heiligen Johannes auf dem Berge“
- 新教基督堂（Evangelische Christuskirche）

修道院
- Loretokloster der Kapuzinerinnen
- 嘉布遣会修道院（Kapuzinerkloster）

世俗建筑
- 米拉贝尔宫（Schloss Mirabell）
- Lodronscher Primogeniturpalast (Altes Borromäum)
- Reste alter Wehranlagen

街道、广场
- 林茨巷（Linzer Gasse）
- Steingasse
- Platzl

墓地与花园
- 米拉贝尔花园（Mirabellgarten）
- Sebastiansfriedhof

## 圖片

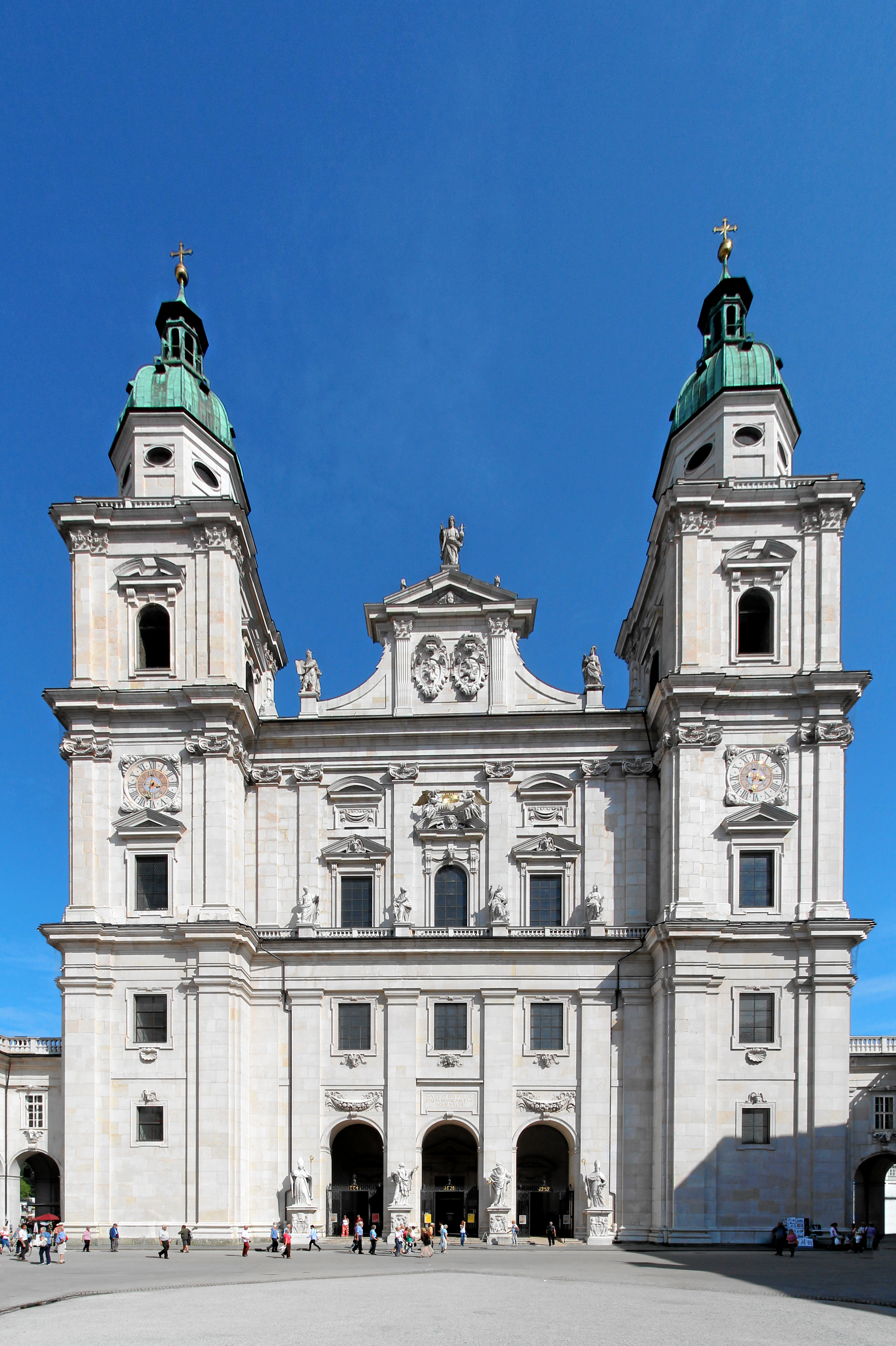
萨尔茨堡主教座堂
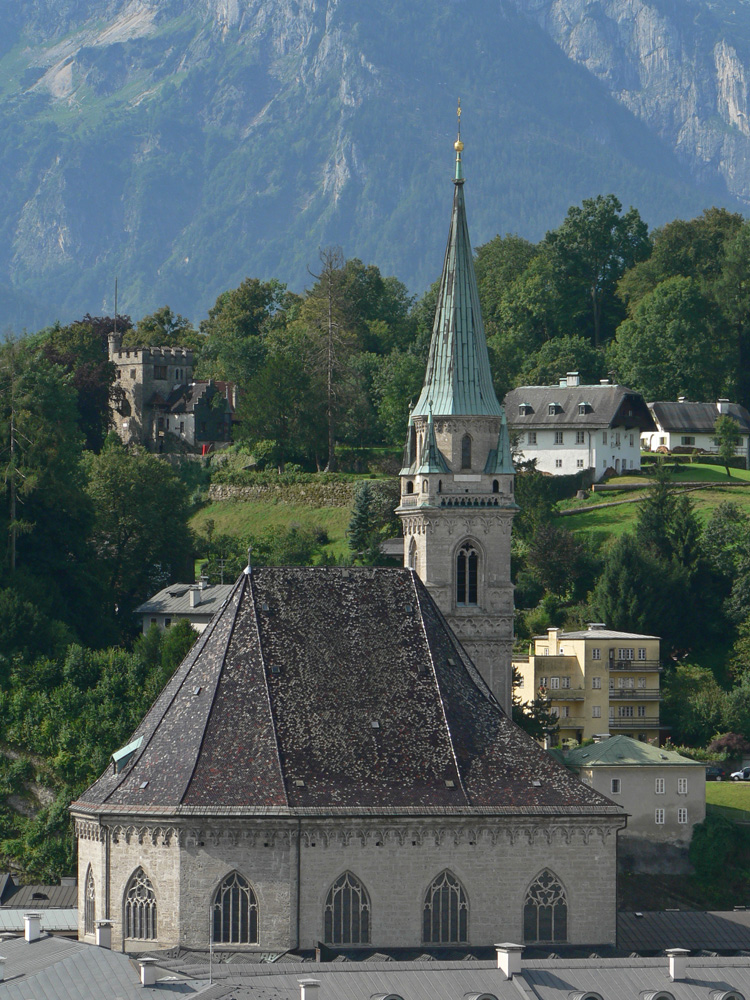
方济各会教堂
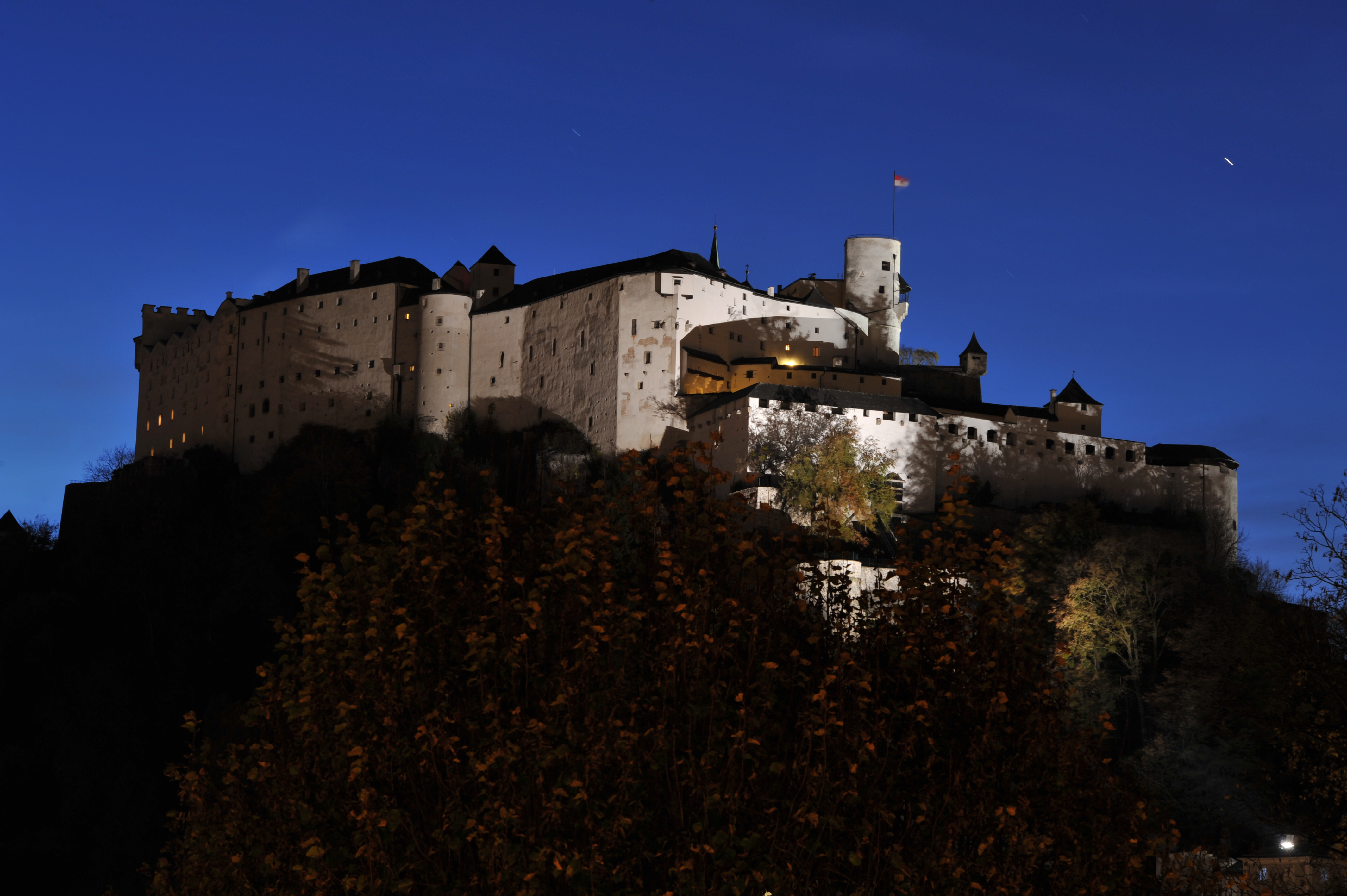
萨尔茨堡要塞
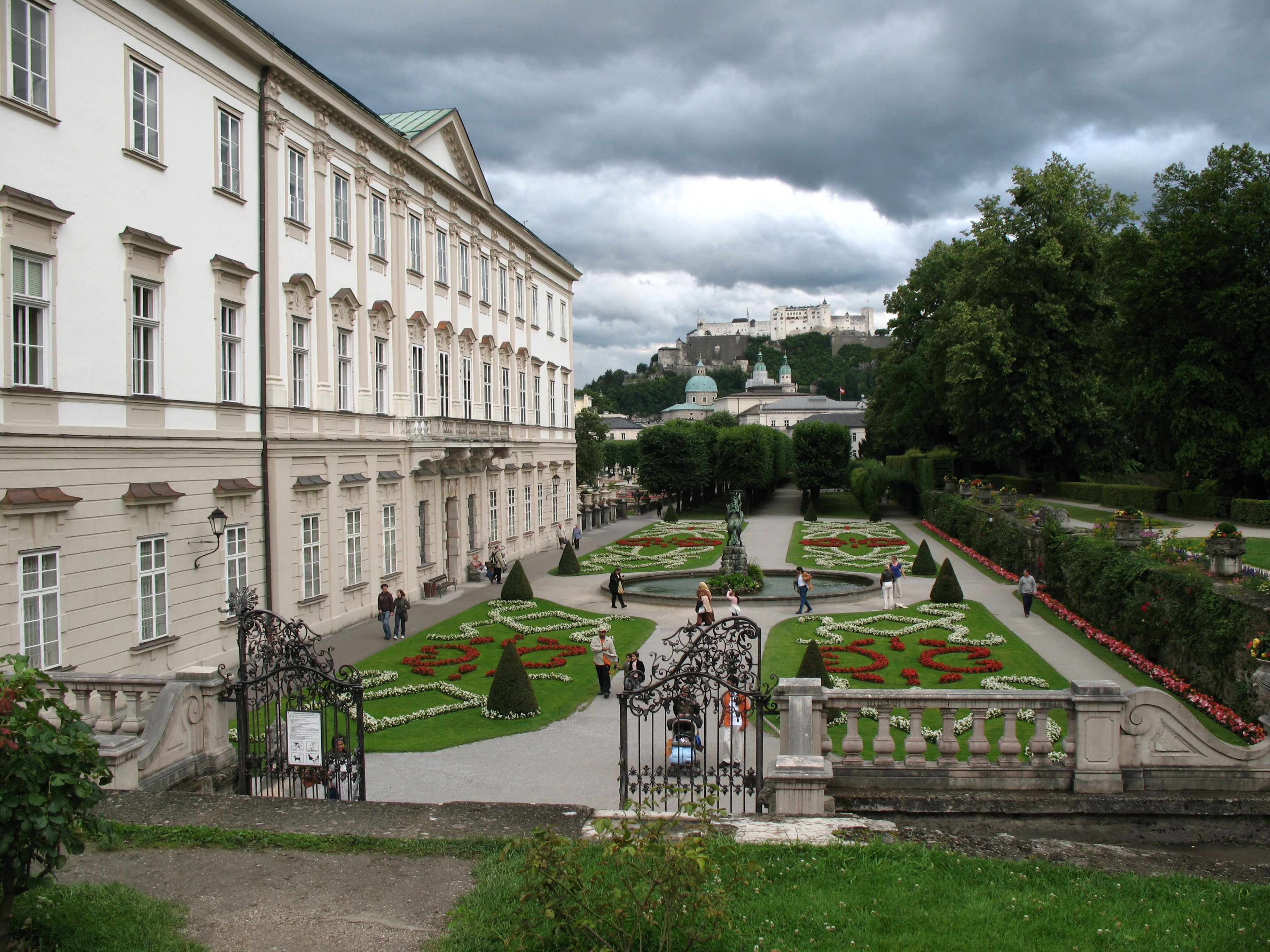
米拉贝尔宫

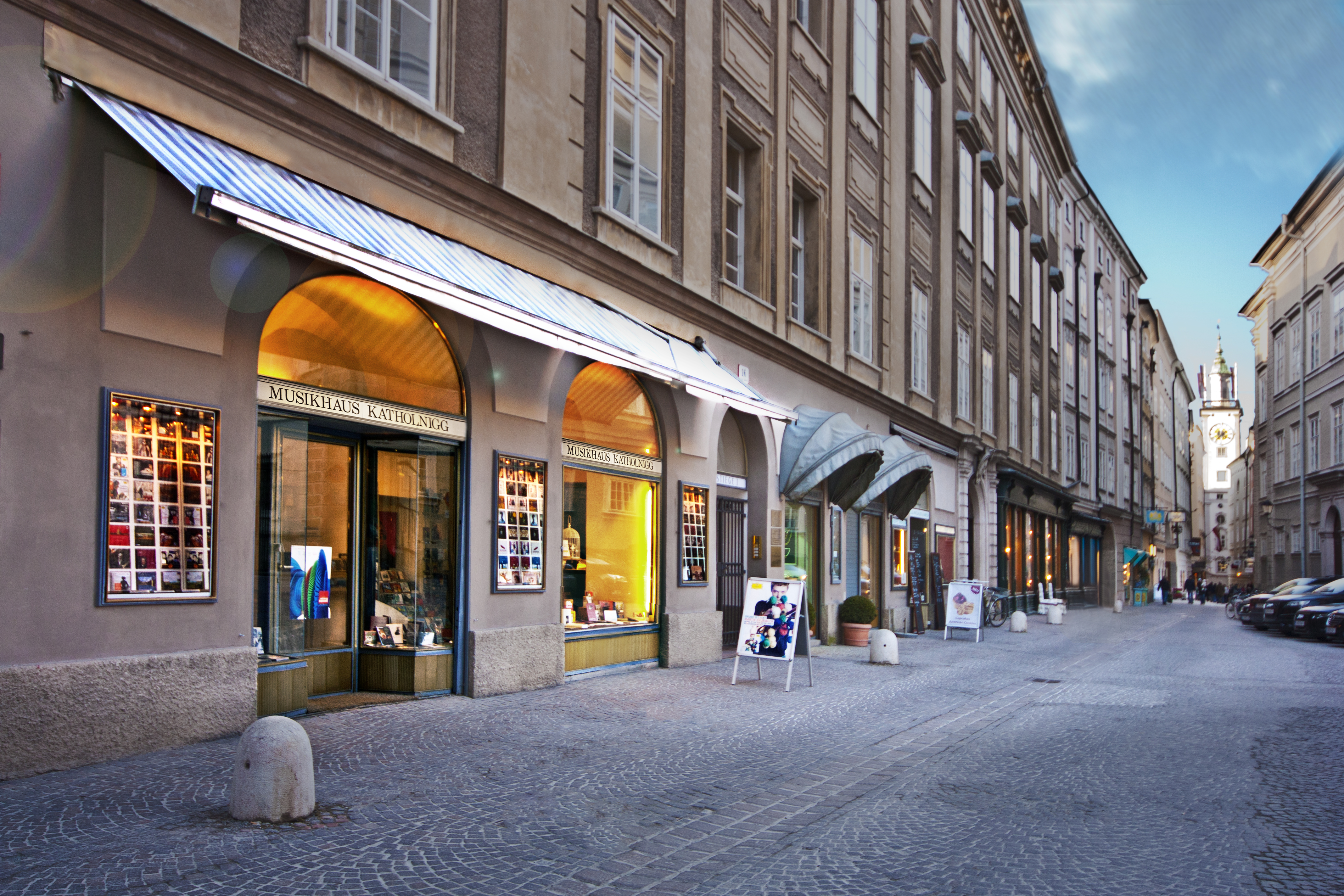
Sigmund-Haffner-Gasse
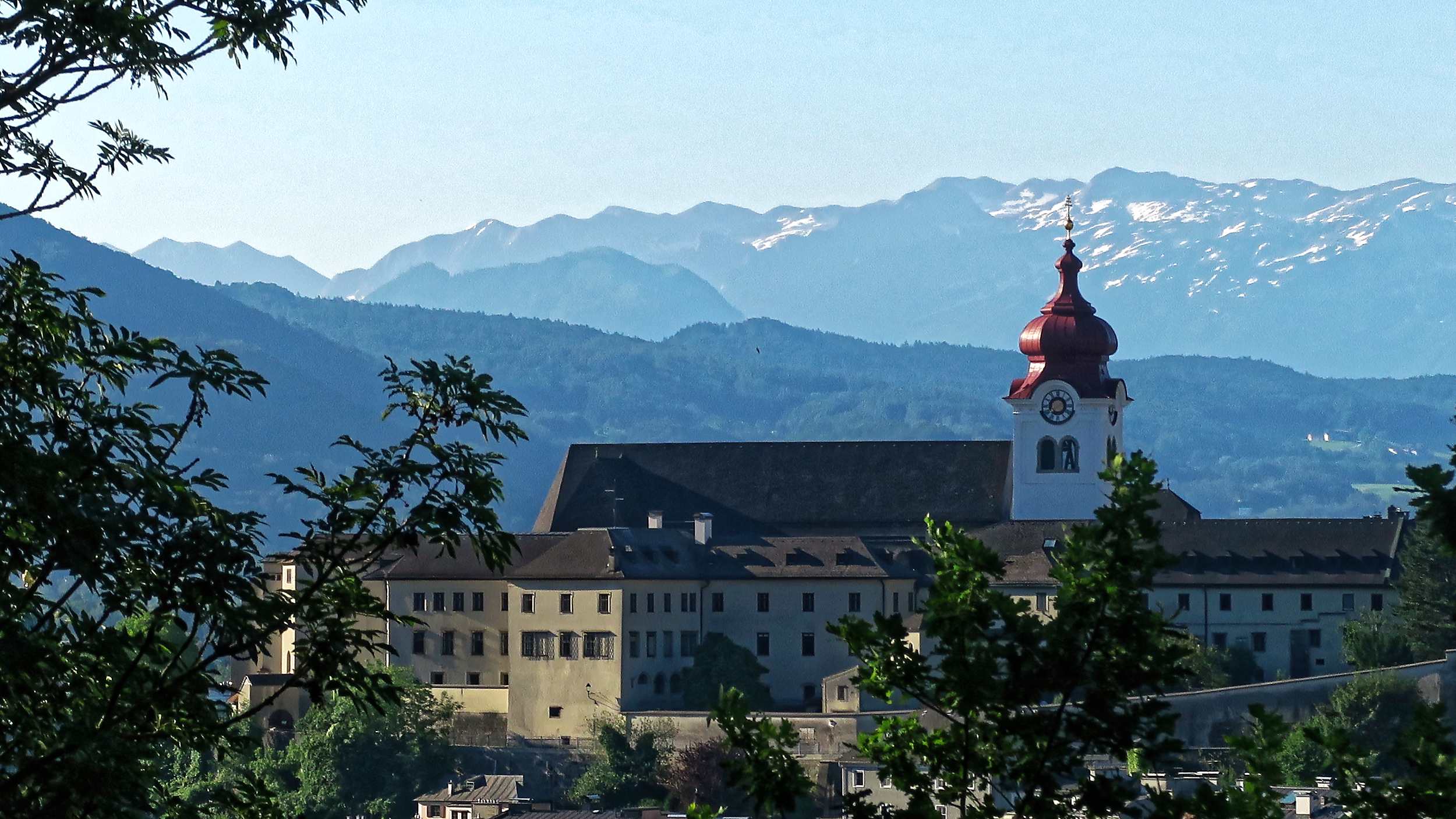
儂柏格修道院
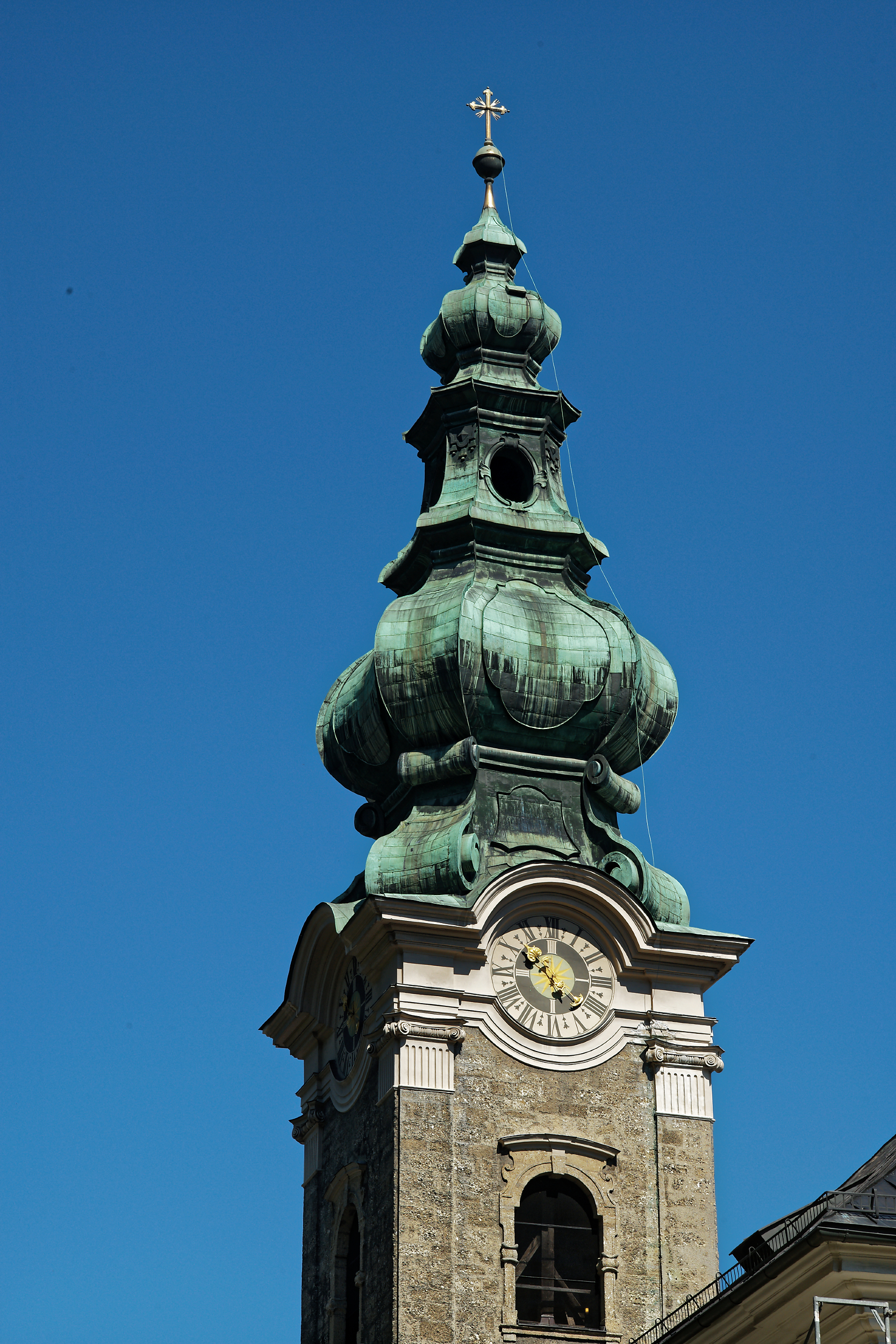
圣伯多禄修道院
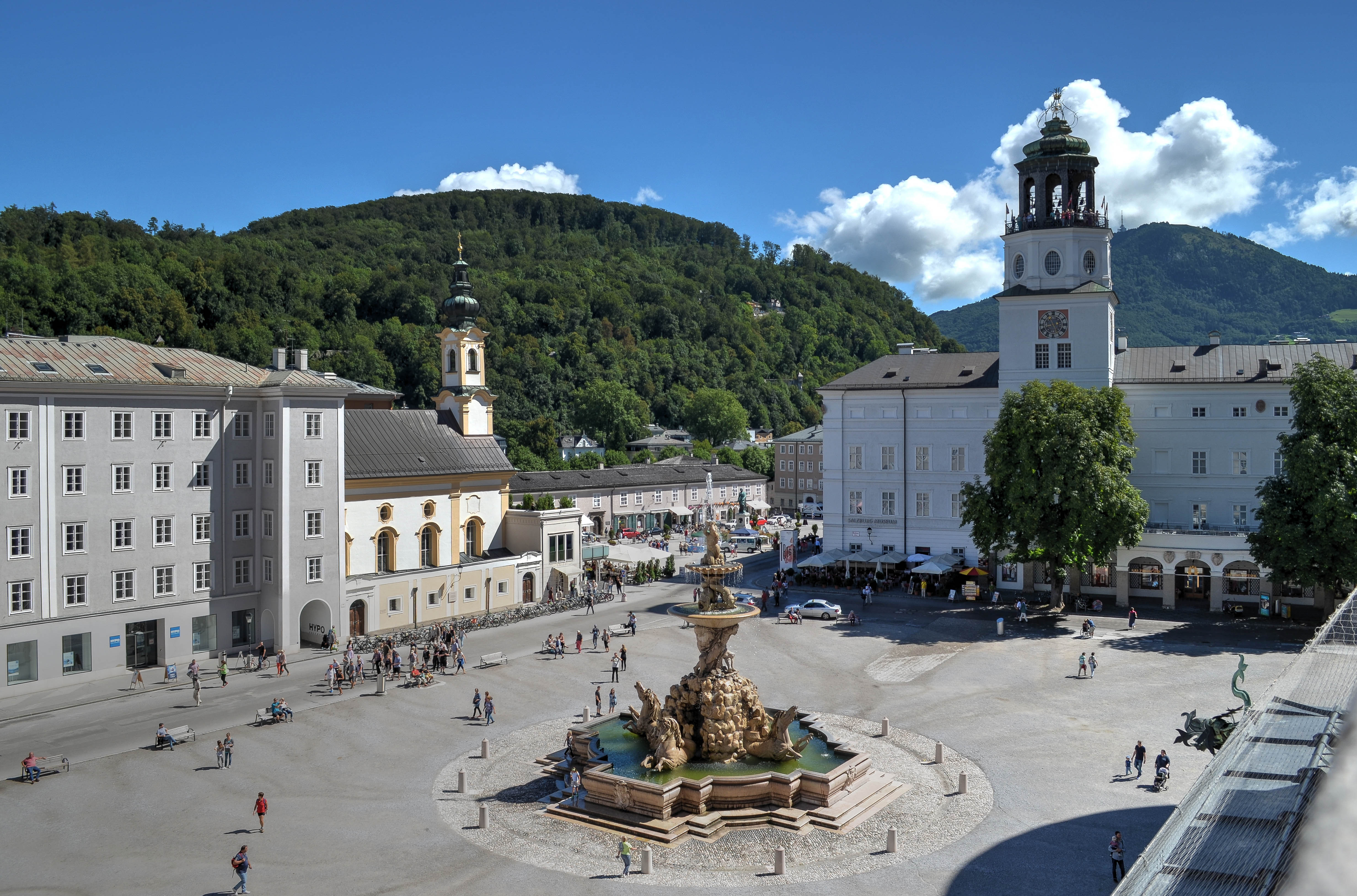
主教宮廣場